# فابيان فون شلابريندورف
فابيان لودفيج جورج أدولف كورت فون شلابندورف (بالألمانية: Fabian von Schlabrendorff)‏ (1 يوليو 1907 - 3 سبتمبر 1980)، كان فقيهًا وجنديًا وعضوًا في المقاومة ضد أدولف هتلر.

## محاولات لقتل هتلر
انضم إلى المقاومة وعمل كمنسق سري بين تريسكو في روسيا ولودفيج بيك وكارل جورديلير وهانز أوستر وفريدريش أولبريخت في برلين، وشاركوا في العديد من خطط ومؤامرات الانقلاب.
في 13 مارس 1943، خلال زيارة قام بها أدولف هتلر لمقر لمجموعة الجيوش الوسطى في سمولينسك، قام شلبندندورف بتهريب قنبلة موقوتة، متنكرين في شكل زجاجات من الصدف، على متن الطائرة التي أعادت هتلر إلى ألمانيا. فشل مفجر القنبلة في الانفجار، على الأرجح، بسبب البرد في مقصورة الأمتعة بالطائرة. تمكن شليبرندورف من استعادة القنبلة في اليوم التالي وأفلت من الكشف.

## كتب
- Schlabrendorff، Fabian von "Offiziere gegen Hitler"، Fischer Bücherrei، FRG (BRD) 1959
- شلابندورف ، فابيان فون ، هيلدا سيمون. الحرب السرية ضد هتلر (دير Widerstand : المعارضة والمقاومة في الرايخ الثالث) ، مطبعة وستفيو ، سبتمبر 1994. (ردمك 0-8133-2190-5) (النسخة الإنجليزية من كتاب 1959 - ربما توسعت؟ )
- روجر مورهاوس ، قتل هتلر ، جوناثان كيب ، 2006. (ردمك 0-224-07121-1) رقم ISBN   0-224-07121-1
- روجر مانفيل ، المتآمرون: 20 يوليو 1944 ، بان ماكميلان ، 1972. (ردمك 0-345-09729-7) رقم ISBN   0-345-09729-7

1. 1 2  Encyclopædia Britannica | Fabian von Schlabrendorff (بالإنجليزية), QID:Q5375741
2. 1 2  Brockhaus Enzyklopädie | Fabian Schlabrendorff (بالألمانية), OL:19088695W, QID:Q237227

## روابط خارجية
- فابيان فون شلابريندورف على موقع الموسوعة البريطانية (الإنجليزية)
- فابيان فون شلابريندورف على موقع مونزينجر (الألمانية)